# Zlatava
Zlatava (Malus domestica 'Zlatava') je ovocný strom, kultivar druhu jabloň domácí z čeledi růžovitých. Plody středně velké, vhodné pro konzum. Dozrává v září, není vhodná pro skladování. Plodí středně brzy, plodnost je průměrná.

## Historie

### Původ
Byla vypěstována na Slovensku v ŠVS Klčov, zkřížením více odrůd – 'Parména zlatá', 'Sudetská reneta' a 'Stark Jongrimes'. Držitelem ochranných práv k odrůdě je Herbaton s.r.o., Slovensko.

### Homonymum

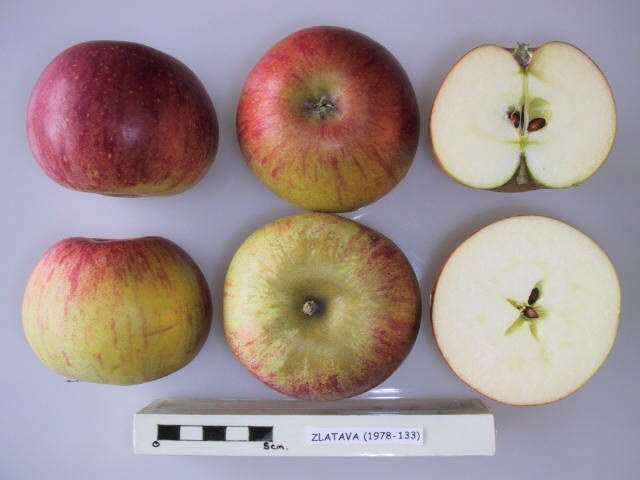
Česká odrůda 'Zlatava' z roku 1978 v archivu National Fruit Collection

Odrůda pod stejným názvem byla vyšlechtěna v Čechách ve Střížovicích jako kříženec odrůd 'Lord Lambourne' × 'Bláhovo oranžové' v roce 1978. Tato odrůda (velmi podobná matce – 'Lord Lambourne') nebyla registrována a rozšířila se pouze omezeně mezi zahrádkáři. Její fotografie se ale dostala do archivu National Fruit Collection, což může být zdrojem eventuálních omylů.

## Vlastnosti
Odrůda je vhodná do vyšších a středních poloh. Preferuje polopropustné půdy, dostatečně zásobené živinami, přiměřeně vlhké. Odrůda méně náročná na řez.

### Růst
Růst střední až slabý. Vytvářejí kulovité rozložité koruny. Plodí na středně dlouhém obrostu. Plodonosný obrost je na středně dlouhých letorostech.

### Plodnost
Plodí středně, středně brzy, probírka nutná.

## Kvetení
Odrůda je cizosprašná. Za dobré opylovače jsou považovány odrůdy 'Idared', 'Julia', 'Daria', 'Priora', 'Šampion', 'Jarka', 'Diadém'.

## Plod
Plod je kulovitý, středně velký. Slupka zelenožlutá s červenooranžovým žíháním. Dužnina je nažloutlá, aromatická, nasládlá. 

## Choroby a škůdci
Odrůda je středně napadána padlím a strupovitostí.

## Podnož
Vhodná podnož je J-TE-E, J-TE-H, M 9, M 26, MM 106

## Použití
Doporučován pěstební tvar vřetenovitý zákrsek. Vhodná do vyšších a středních poloh. Plody spíše pro přímý konzum. Sklizeň probírkou, probírka plůdků při dozrávání nutná. Odrůda není vhodná pro velkovýrobu.